# (474014) 2016 GO1
(474014) 2016 GO1 es un asteroide perteneciente al cinturón de asteroides, descubierto el 4 de mayo de 2005 por el equipo del Spacewatch desde el Observatorio Nacional de Kitt Peak, Arizona, Estados Unidos.

## Designación y nombre
Designado provisionalmente como 2016 GO1.

## Características orbitales
2016 GO1 está situado a una distancia media del Sol de 2,414 ua, pudiendo alejarse hasta 2,710 ua y acercarse hasta 2,117 ua. Su excentricidad es 0,122 y la inclinación orbital 7,267 grados. Emplea 1370 días en completar una órbita alrededor del Sol.

## Características físicas
La magnitud absoluta de 2016 GO1 es 17,666.